# Yuki Honda
Yuki Honda (本多 勇喜, Honda Yuki) est un footballeur japonais né le 2 janvier 1991 à Ichinomiya. Il évolue au poste de latéral gauche.

## Biographie
Yuki Honda joue 67 matchs en première division japonaise avec le club du Nagoya Grampus, marquant un but.